# Euproctis bisecta
Euproctis bisecta är en fjärilsart som beskrevs av Rothschild 1915. Euproctis bisecta ingår i släktet Euproctis och familjen tofsspinnare. Inga underarter finns listade i Catalogue of Life.